# Asaf Jah VI

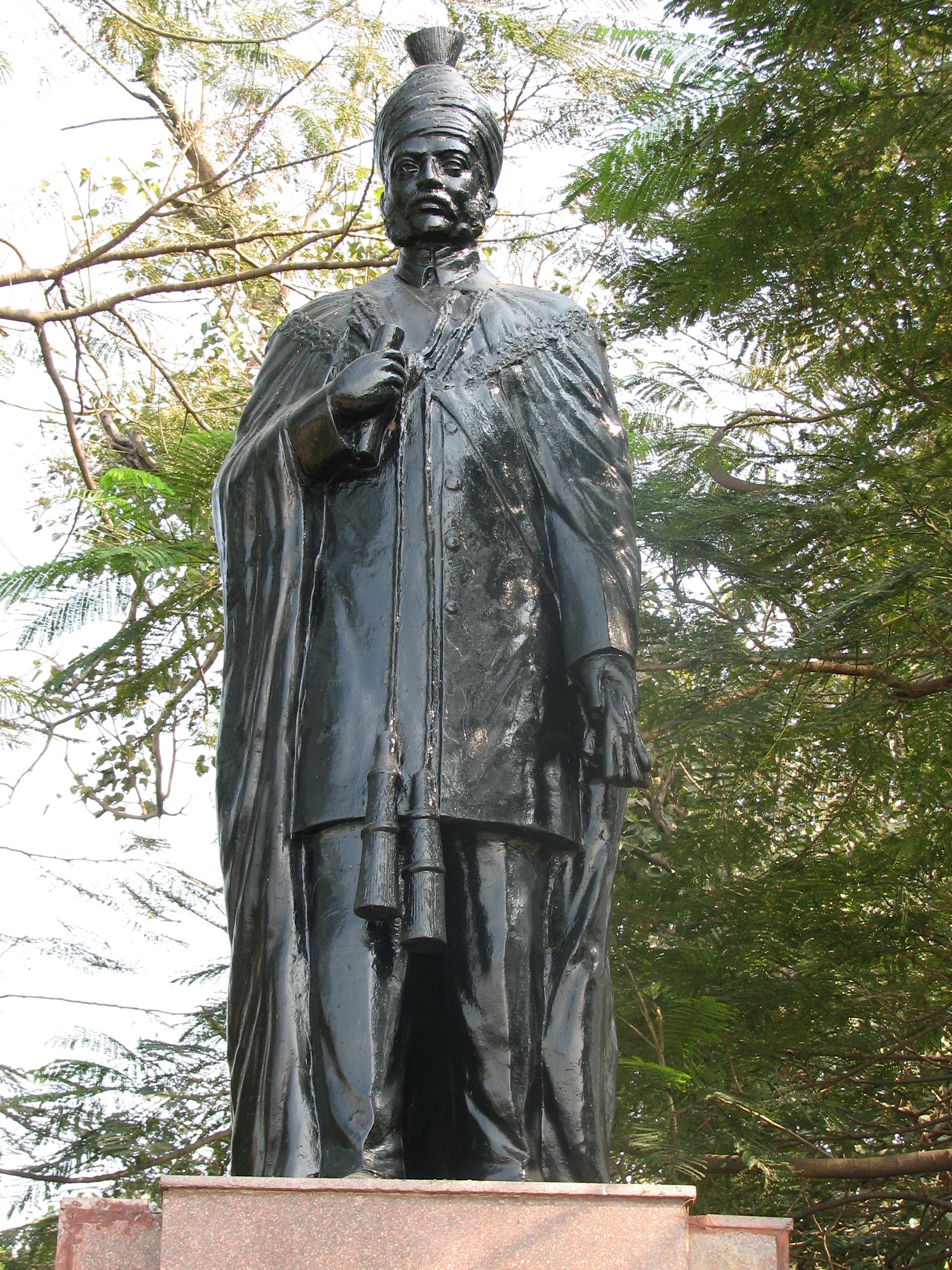

Fateh Jang Mahbub `Alî Khân Bahadur Asaf Jâh VI ou Asaf Jâh VI est le neuvième souverain de la dynastie des Nizâm de l'Hyderâbâd. Il est né le 17 août 1866. Il est le quatrième fils d'Afdhal ad-Dawleh Asaf Jâh V et seul survivant au moment de la mort de son père le 26 février 1869. Il monte sur le trône âgé de moins de trois ans. Il est mort le 29 août 1911 à Hyderâbâd et enterré dans la mosquée Mecca Masjid. Son second fils Fateh Jang `Othman `Alî Khân lui succède.

## Biographie
En 1853, Mir Turab `Alî Khân Salar Jang est le premier ministre de Nâsir ad-Dawla Asaf Jâh IV, puis celui d'Afdhal ad-Dawleh Asaf Jâh V jusqu'à son décès 26 février 1869. C'est lui qui dirige le conseil de régence et qui installe Fateh Jang Mahbub `Alî Khân Bahadur sur le trône avec le titre d'Asaf Jâh VI (6 mars 1869).
L'éducation Mahbub `Alî Khân a été particulièrement soignée. Elle a été confiée à John Clerk, un capitaine anglais, de conserve avec Salar Jang.
Mahbub `Alî Khân est connu pour son style de vie fastueux. Il a une grande passion pour les vêtements et les voitures. Sa collection de vêtements est l'une des plus vastes au monde à l'époque. Il consacre toute une aile de son palais à sa garde-robe et ne porte jamais deux fois la même robe.
Il achète le « diamant Jacob » en dépit des difficultés de trésorerie de l'État. Cet achat est réprouvé par le Résident britannique qui refuse de payer la moitié du prix accepté par Mahbub `Alî Khân Asaf Jâh VI. Le propriétaire, Alexander Malcolm Jacob est incapable de rembourser à Mahbub `Alî Khân les 2,3 millions de roupies déjà encaissés. Un jugement de la cour de justice de Calcutta fait de Mahbub `Alî Khân le propriétaire du diamant laissant Alexander Malcolm Jacob ruiné.

### Règne
Afdhal ad-Dawleh Asaf Jâh V meurt le 26 février 1869. Le premier ministre Mir Turab `Alî Khân Salar Jang installe Mahbub `Alî Khân sur le trône le 29 février avec le titre d'Asaf Jâh VI. Dans l'année, le premier timbre adhésif est imprimé à Hyderâbâd. On procède à la création de la société des chemins de fer du Nizâm.
Le 12 décembre 1872, la coutume s'institue de tirer le canon trois fois par jour pour informer de l'heure : à 4 h 30 le matin, à midi et à 20 h le soir.

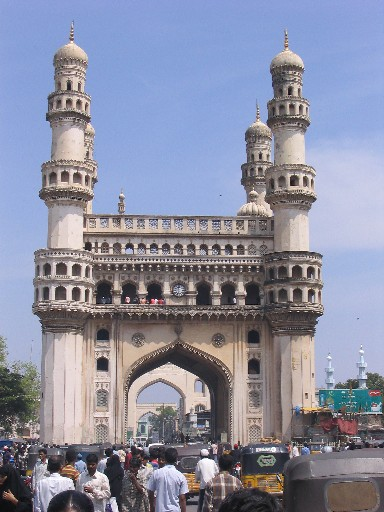
Le Charminar (Quatre minarets) à Hyderâbâd.

Le 8 octobre 1874, Le chemin de fer du Nizâm est ouvert au public. Un ministère des jardins du gouvernement est créé dans l'année.
Le 16 janvier 1876, le grand ouléma Shaykh al-Islam Muhammad Anwar-ullah Faruqi fonde la Jâmiy`a Nizâmiya (université de Nizâm). Muhammad Anwar-ullah Faruqi avait rempli les fonctions de chargé des affaires religieuses dans le gouvernement du Nizâm. Cette université musulmane est devenue la référence en Inde. Le 8 novembre 1876, le rite hindou du Satî qui consiste à jeter dans le bûcher funéraire les veuves pour y être brûlées vives est interdit. Des affiches sont imprimées pour faire connaître cette décision.
En 1877-78, Mir Turab `Alî Khân Salar Jang fonde la madrasa Aliya (Actuellement : « Government High School Aliya » et « Government Junior College Aliya
En 1880, un ministère des postes est créé avec Shah Sawar Jang comme premier titulaire.
Le 8 février 1883, Mir Turab `Alî Khân Salar Jang, premier ministre depuis 1853, décède. Il est remplacé dans son poste par son fils Laiq `Alî Khân Salar Jang qui poursuit les réformes engagées par son père.
Le 5 février 1884, Mahbub `Alî Khân est investi de ses pleins pouvoirs par le vice-roi des Indes le Marquis de Ripon en personne. La langue officielle de l'État change du persan vers l'ourdou. Le 3 mars Sri Viqar ul-Umara pose les fondations du palais de Falaknuma qui sera achevé en 1893. La direction générale de la police et des prisons est fondée. Naissance du fils aîné d'Asaf Jâh VI, Mir Faruq `Alî Khân Bahadur.
Le 6 avril 1886, naissance du deuxième fils d'Asaf Jâh VI, Fateh Jang `Othman `Alî Khan futur Asaf Jâh VII
En avril 1887, à la suite d'intrigues de cour, Laiq `Alî Khân Salar Jang est contraint de démissionner. il est remplacé par Asman Jâh Bahadur.
Le 4 décembre 1889, des horloges sont apposées sur les quatre façades du Charminar.
En 1892, le marquis de Lansdowne vice-roi des Indes et Lady Lansdowne visitent Hyderâbâd.
En 1893, Sri Viqar ul-Umara remplace Asman Jâh Bahadur au poste de premier ministre. En janvier, L'archiduc François Ferdinand d'Autriche visite Hyderâbâd. Le Nizâm annonce des réformes constitutionnelles dans un décret appelé « Qaniunche-i-mubarak ».
Le 15 novembre 1895, le conte Elgin, vice-roi des Indes et Lady Elgin visitent Hyderâbâd.
Le 20 août 1897, Sir Ronald Ross à Begumpet découvre le parasite de la malaria en faisant la dissection d'une anophèles. Décès du fils aîné d'Asaf Jâh VI, Mir Faruq `Alî Khân Bahadur
En 1899, Mahbub `Alî Khân Asaf Jâh VI et son fils `Othman `Alî Khân visitent Calcutta.
Fin 1901, Sri Viqar ul-Umara tombe malade, il décède en 1902. Maharaja Sri Kishen Pershad prend sa succession au poste de premier ministre jusqu'en 1912.
En 1902, Lord Curzon of Kedleston, vice-roi des Indes et Lady Curzon visitent Hyderâbâd. Le 5 novembre 1902, un accord est signé par le gouvernement du Nizâm, assignant le district de Berar aux Britanniques contre un bail de 2,5 millions de roupies par an. La médecine atteint un niveau d'excellence. Le British Medical Journal de 1895 rapporte que : « La fameuse Commission du Chloroforme se tient à Hyderâbâd grâce à la générosité et intérêt scientifique du Nizâm et à l'énergie et l'enthousiasme de M. Lawrie, chirurgien de la Présidence ».
Le 25 août 1905 Mahbub `Alî Khân Asaf Jâh VI pose les fondations de l'hôtel de ville dans les jardins publics pour son 40e anniversaire. C'est maintenant l'assemblée législative. Sa construction est terminée en 1913.
Le 14 février 1905, inauguration de l'orphelinat mémorial de la reine Victoria.
Le 8 septembre 1908, Hyderâbâd est témoin d'inondations désastreuses. Dans l'année, Construction de l'observatoire de Nizamiya.
En 1910, Le ministère de l'électricité est créé et R.L.Gamlen en est le premier titulaire.

### Fin de vie

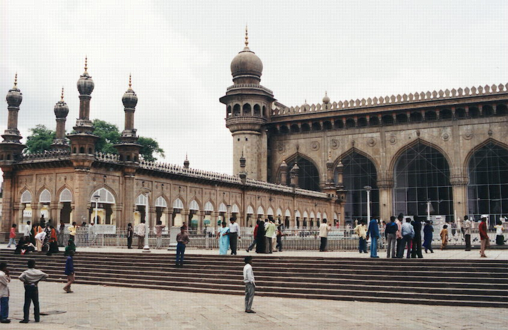
La mosquée Mecca Masjid à Hyderâbâd.

Mahbub `Alî Khân Asaf Jâh VI décède le 29 août 1911 à Hyderâbâd. Il est enterré dans la mosquée Mecca Masjid.

## Descendants
Mahbub `Alî Khân Asaf Jâh VI a eu sept fils et six filles. L'aîné des fils est mort en 1887. C'est son deuxième fils, Fateh Jang `Othman `Alî Khan qui hérite du titre de Nizâm sous le nom d'Asaf Jâh VII.